# Leidsch Dagblad
Le Leidsch Dagblad est un  journal régional néerlandais qui est publié depuis le 1er mars 1860. Ce titre du Telegraaf Media Groep (en) est distribué à Leyde et ses environs à 34 601 copies.

## Source de la traduction
- (en) Cet article est partiellement ou en totalité issu de l’article de Wikipédia en anglais intitulé « Leidsch Dagblad » (voir la liste des auteurs).